# Olia Tira
Olia Tira, znana także jako Flux Light (ur. 1 sierpnia 1988 w Poczdamie) – mołdawska piosenkarka. Reprezentantka Mołdawii (z zespołem SunStroke Project) podczas 55. Konkursu Piosenki Eurowizji (2010).

## Dzieciństwo i edukacja
Urodziła się w 1988 roku w Poczdamie w radzieckiej rodzinie wojskowej. W NRD spędziła pierwsze kilka lat życia, później razem z rodziną przeniosła się do Kiszyniowa.
W wieku 14 lat zadebiutowała na scenie muzycznej, kiedy zaczęła brać udział w lokalnych festiwalach muzycznych. Wystąpiła m.in. na festiwalu Faces of Friends w Kagule. Była studentką Akademii Muzycznej, Teatralnej i Plastycznej w Kiszyniowie.
W 2006 z utworem „Iubirea mea” zajęła ósme miejsce w finale krajowych eliminacji do 51. Konkursu Piosenki Eurowizji. W tym samym roku wydała debiutancki album studyjny pt. Your Place or Mine?. W 2008 i 2009 ponownie wystartowała mołdawskich eliminacjach eurowizyjnych, zajmując odpowiednio drugie miejsce (z utworem „Always Will Be”) i czwarte miejsce (z „Unicul meu”).
W 2010 nawiązała współpracę z zespołem SunStroke Project. Wspólnie nagrali utwór „Run Away”, z którym zwyciężyli w finale krajowych eliminacji eurowizyjnych, zostając reprezentantami Mołdawii podczas 55. Konkursu Piosenki Eurowizji w Oslo. 29 maja wystąpiła w finale Eurowizji 2010 i zajęli w nim 22. miejsce.
W 2014 roku ze swoim zespołem Flux Light po raz kolejny wzięła udział w krajowych eliminacjach eurowizyjnych, do których zgłosiła się z utworem „Never Stop No”. Zajęli szóste miejsce.

## Dyskografia
Albumy studyjne
- Your Place or Mine? (2006)